# Chiesa cattolica in Guyana
La Chiesa cattolica in Guyana è parte della Chiesa cattolica in comunione con il vescovo di Roma, il papa.

## Demografia
Lo stato della Guyana ha una superficie di 214.970 km² e una popolazione di 752.000 abitanti (2009). Il cristianesimo è la religione più diffusa nella repubblica. In base al censimento del 2002 il cattolicesimo costituiva la terza confessione religiosa del Paese con l'8,1% della popolazione totale, preceduta dall'induismo con il 28,4% e dai pentecostali con il 16,9%.

## Storia
I primi missionari a toccare queste terre furono i missionari portoghesi, che evangelizzarono la regione subito dopo la scoperta, attorno al 1548. Ben presto però i missionari cattolici devono lasciare il passo a quelli protestanti. Nel 1796 il Paese passa sotto il controllo del governo Britannico, che introduce il principio della tolleranza religiosa. Nel 1825 arrivarono i primi sacerdoti cattolici e nel 1826 fu costruita la prima chiesa cattolica a Brickdam, oggi quartiere di Georgetown. Nel 1837 fu eretto il vicariato apostolico della Guyana britannica, che fu affidato ai Gesuiti inglesi nel 1856, con l'aiuto di missionari italiani. Nel 1956 il vicariato apostolico fu elevato al rango di diocesi.

## Organizzazione ecclesiastica
Oggi, nello Paese esiste una sola circoscrizione ecclesiastica cattolica, la diocesi di Georgetown, suffraganea dell'arcidiocesi di Porto di Spagna in Trinidad e Tobago.
L'episcopato locale è membro di diritto della Conferenza Episcopale delle Antille.

## Nunziatura apostolica
La nunziatura apostolica della Guyana è stata istituita il 9 giugno 1997, separandola dalla delegazione apostolica nelle Antille. Il nunzio risiede a Port of Spain, in Trinidad e Tobago.

### Nunzi apostolici
- Eugenio Sbarbaro (26 agosto 1997 - 26 aprile 2000 nominato nunzio apostolico in Serbia e Montenegro)
- Emil Paul Tscherrig (8 luglio 2000 - 22 maggio 2004 nominato nunzio apostolico in Corea)
- Thomas Edward Gullickson (15 dicembre 2004 - 21 maggio 2011 nominato nunzio apostolico in Ucraina)
- Nicola Girasoli (29 ottobre 2011 - 16 giugno 2017 nominato nunzio apostolico in Perù)
- Fortunatus Nwachukwu (4 novembre 2017 - 17 dicembre 2021 nominato osservatore permanente della Santa Sede presso l'Ufficio delle Nazioni Unite ed Istituzioni specializzate a Ginevra e l'Organizzazione mondiale del commercio e rappresentante della Santa Sede presso l'Organizzazione internazionale per le migrazioni)
- Santiago De Wit Guzmán, dal 30 luglio 2022